# Coppa Nanyang
La Coppa Nanyang (南洋杯世界围棋大师赛S) è una competizione internazionale di Go, organizzata dall'Associazione cinese di go in congiunzione con l'Associazione singaporiana di go; la sede degli incontri è Chengdu in Cina, a eccezione della finale, che si disputa a Singapore.
Alla competizione partecipano goisti professionisti delle federazioni cinese, sudcoreana, giapponese, taiwanese, nordamericana ed europea, più rappresentanti (anche dilettanti) di alcuni paesi del sud-est asiatico.
La competizione usa le regole cinesi, con il Nero che concede un komi di 7,5 punti. Caso unico per una competizione di questo livello, si utilizza il tempo secondo il metodo Fischer, con 2 ore per goista, più 15 secondi a mossa. I premi della competizione sono di 250.000 dollari di Singapore per il vincitore, 100.000 per il finalista e 40.000 per i semifinalisti.

## Albo d'oro
| Edizione | Anno | Vincitore    | Punteggio | Finalista    | Terzo posto | Quarto posto |
| -------- | ---- | ------------ | --------- | ------------ | ----------- | ------------ |
| 1        | 2025 | Shin Jin-seo | 2–0       | Wang Xinghao | Li Qincheng | Dang Yifei   |

## Prima edizione
I partecipanti alla prima edizione sono stati i seguenti:
Cina
Ke Jie 9p, Gu Li 9p, Xie Ke 9p, Gu Zihao 9p, Dang Yifei 9p, Fan Tingyu 9p, Ding Hao 9p, Li Xuanhao 9p, Li Qincheng 9p, Liao Yuanhe 9p, Wang Xinghao 9p, Lian Xiao 9p, Zhou Hongyu 7p
Corea del Sud
Shin Jin-seo 9p, Park Jung-hwan 9p, Shin Min-jun 9p, Choi Jeong 9p, Byun Sang-il 9p, Weon Seong-jin 9p
Giappone
Kyo Kagen 9p, Yu Zhengqi 8p, Fukuoka Kotaro 7p, Otake Yu 7p, Ueno Asami 5p
Taiwan
Xu Haohong 9p, Wang Yuanjun 9p
Nordamerica
Jiang Mingjiu 7p
Europe
Andrii Kravets 2p
Malaysia
Chang Fukang 2p
Indonesia
Rafif Shidqi Fitrah 2p
Thailand
Pongsakarn Sornarra 6d (dilettante)
Singapore
Chen Yihan 5d (dilettante)